# Стадії випуску програмного забезпечення

Стадії розробки програмного забезпечення.

У розробці програмного забезпечення, стадії розробки програмного забезпечення використовуються для позначення ступеня готовності програмного продукту. Також стадію розробки може відображати кількість реалізованих функцій, запланованих для певної версії програми. Стадії або можуть бути офіційно оголошені і регламентуються розробниками, або іноді цей термін використовується неофіційно для опису стану продукту. Слід зазначити, що стадії Beta і Alpha (або Pre-Alpha) не є показниками стабільності чи нестабільності релізу, оскільки присвоюються програмі один раз або один раз за серію (серією, в цьому випадку, вважається число до першої крапки), залежно від системи розробки. Вони можуть присвоюватися декільком релізам поспіль. Релізом в цьому випадку вважається завершена версія.

## Pre-alpha
Pre-alpha — початкова стадія розробки; період часу зі старту розробки ПЗ до виходу стадії «Alpha» (або до будь-якої іншої, якщо стадії «Альфа» немає). Також, так називаються програми, що не увійшли ще в стадію альфа або бета, але минули стадію розробки, для первинної оцінки функціональних можливостей в дії. На відміну від альфа і бета версій, пре-альфа може включати в себе не весь спектр функціональних можливостей програми. У цьому випадку, маються на увазі всі дії, що виконуються під час проектування і розробки програми аж до тестування. До таких дій відносяться — розробка дизайну, аналіз вимог, власне розробка програми, а також налагодження окремих модулів.

## Alpha
Alpha — стадія, під час якої ПЗ підлягає внутрішньому тестуванню. Стадія початку тестування програми в цілому фахівцями-тестерами, зазвичай, не розробниками програмного продукту, але, як правило, усередині організації або співтовариства, що розробляють цей продукт. Також це може бути стадія додавання нових функціональних можливостей. Програми на цій стадії можуть застосовуватися тільки для ознайомлення з майбутніми можливостями.

## Beta
Beta — стадія, під час якої ПЗ підлягає публічному тестуванню; стадія активного бета-тестування і налагодження програми, що пройшла альфа-тестування (якщо таке було). Програми на цій стадії розробки можуть бути використані іншими розробниками програмного забезпечення для випробування сумісності. Тим не менш, програми цього етапу можуть містити достатньо велику кількість помилок.
Оскільки бета-продукт не є фінальною версією, і публічне тестування проводиться на страх і ризик користувача, виробник не несе ніякої відповідальності за збиток, заподіяний в результаті використання бета-версії.[перевірити] Таким чином, багато виробників уникають відповідальності, надаючи користувачам тільки бета-версії продукту. Так, ICQ у версії 2003 року використала цей трюк, випустивши 2003b (b означає бета) версію свого інтернет-месенджера. Фінальної версії ICQ 2003 так і не з'явилося, натомість два роки по тому вийшли версії ICQ 4 та ICQ 5.

### Beta Escrow
Beta Escrow — стадія бета-тестування, реліз-кандидат на Beta.

## RC
RC (release candidate, укр. реліз-кандидат) — стадія-кандидат на те, щоб стати стабільною. Програмне забезпечення цієї стадії пройшло комплексне тестування, завдяки чому були виправлені всі знайдені критичні помилки. Але в той же час існує ймовірність виявлення ще деякого числа помилок, не помічених при тестуванні.

### RC Escrow
RC Escrow — реліз, який готовий отримати звання реліз-кандидата. У цьому релізі помилки ще можуть бути присутні.

## RTM
RTM (release to manufacturing) або Release (укр. реліз) — видання продукту, готового до тиражування. Це стабільна версія програми, що пройшла всі попередні стадії розробки, в яких виправлені основні помилки, але існує ймовірність появи нових, раніше не помічених, помилок. RTM-стадія передує загальній доступності (GA), коли продукт випущений для громадськості.
RTM вживається, коли, наприклад, розробка операційної системи або програмного забезпечення закінчена і готова до тиражування на носіях DVD, CD, чи Blu-Ray та їхньої реалізації.
Якщо програмний продукт позначений RTM, то він поки що офіційно не продається (не розповсюджується), але зазвичай вже доступний для партнерів розробника. Позначення RTM отримало широкого вжитку завдяки виходу нової операційної системи Windows 7.
Скорочення RTM має синоніми Final (Фінальна версія).

### RTM Escrow
RTM Escrow — останній етап розробки продукту, який готовий стати RTM-релізом.

## GA
GA (general availability) — загальнодоступна версія програмного забезпечення. Програмний продукт доступний для покупки. Час між RTM і GA може бути від тижня до місяця. На цьому етапі, програмне забезпечення «пішло в експлуатацію».